# Bénédictines de Notre-Dame du Calvaire
Ne doit pas être confondu avec Sœurs de Notre-Dame du Calvaire.
Pour les articles homonymes, voir Calvaire.
Les Bénédictines de Notre-Dame du Calvaire ou Filles du Calvaire sont un ordre monastique féminin de droit pontifical faisant partie de la congrégation de Subiaco. Leur nom vient du Calvaire, lieu où Jésus a été crucifié.

## Historique
Veuve en 1596, Antoinette d'Orléans-Longueville (1572-1618) décide d'embrasser la vie religieuse au monastère des Feuillantines de Toulouse où elle prend le nom d'Antoinette de sainte Scholastique ; mais par un bref du 4 juin 1605, le pape Paul V la nomme coadjutrice avec droit de succession, d'Éléonore de Bourbon, abbesse de Fontevraud. Antoinette s'installe à l'abbaye Notre-Dame de Fontevraud Maison-mère de l’ ordre de Fontevraud mais ne souhaitant pas y rester, elle demande au pape d'être démise de ses fonctions. Le 3 novembre 1609, le pape l'autorise à quitter l'abbaye, mais seulement après la mort d'Éléonore (survenue en 1611), permettant à Antoinette de rentrer au monastère de Lencloître, toujours de l'ordre de Fontevrault.
Après avoir rencontré le capucin Joseph de Paris (1577-1638), Antoinette pense à fonder un ordre bénédictin de stricte observance ; le 25 octobre 1617, avec le consentement de Paul V, elle quitte Lencloître et s'installe en 1618 avec vingt-quatre autres religieuses dans un nouveau monastère à Poitiers, qui devient la maison-mère d'une nouvelle congrégation bénédictine dédiée à Notre-Dame du Calvaire. L'ordre est canoniquement érigé le 21 février 1621 par le pape Grégoire XV et confirmé par le pape Urbain VIII en 1637.
Après avoir contribué à la création de la maison-mère de la congrégation, à Poitiers, le père Joseph use de son influence pour contribuer aussi à l'ouverture de deux couvents à Paris : le couvent des filles du calvaire du Faubourg Saint-Germain, ouvert à partir de 1621 à proximité du Palais du Luxembourg, et le Couvent des Filles du Calvaire du Marais, ouvert à partir de 1633 à proximité du Prieuré hospitalier du Temple.
La congrégation est supprimée à la Révolution et une moniale, Rosalie Céleste de La Sorinière est guillotinée à Angers le 27 janvier 1794. Au début du XIXe siècle, les Bénédictines se regroupent dans des maisons souvent peu adaptées à la vie religieuse puis relevèrent 7 monastères : Orléans (1806), Landerneau (1813), Vendôme (1815), Paris (1817), Angers (1821), Poitiers (1824) et Machecoul (1828). En 1896, les Bénédictines de Notre-Dame du Calvaire fondent un monastère à Jérusalem. En 1987, l'ordre est associé à la congrégation de Subiaco et de nouvelles constitutions religieuses sont approuvées par le Saint-Siège en 2015.

## Fondations
Les fondations de monastères calvairiens se sont succédé au XVIIe siècle :
- Monastère de Poitiers (Vienne), érigé en 1617, dit monastère des Sept-Douleurs, transféré en 1622 à Paris au Petit Luxembourg à la demande de Marie de Médicis ;
- Monastère d'Angers (Maine-et-Loire), érigé en 1619 ;
- Monastère de Paris [I] (rue de Vaugirard), érigé en 1622, dit couvent des filles du Calvaire ou couvent du Petit-Calvaire ;
- Monastère de Nantes (Loire-Atlantique), érigé en 1623 ;
- Monastère de Loudun, érigé en 1624 ;
- Monastère de Mayenne, érigé en 1624 ;
- Monastère de Morlaix, érigé en 1625 ;
- Monastère de Saint-Brieuc, érigé en 1625 ;
- Monastère de Chinon, érigé en 1626 ;
- Monastère de Redon (Ille-et-Vilaine), érigé en 1629 ;
- Monastère de Vendôme (Loir-et-Cher), érigé en 1629, dit monastère Saint-Jean-Baptiste, transféré à Saint-Jean-de-Braye (Loiret) en 1960, puis à Bouzy-la-Forêt (Loiret) ;
- Monastère de Rennes (Ille-et-Vilaine), érigé en 1631 ;
- En 1633, l'abbaye de la Sainte-Trinité de Poitiers est réunie à la congrégation de Notre-Dame du Calvaire ;
- Monastère de l'Immaculée-Conception de Landerneau (Finistère), érigé en 1634, transféré à Kerbeneat en Plounéventer (Finistère) en 1976, puis fusionné avec Bouzy-la-Forêt en 2002 ;
- Monastère de Paris [II] (rue Saint-Louis-au-Marais), érigé en 1634, dit couvent de Notre-Dame du Calvaire ; temporairement la résidence générale des Filles du Calvaire, il est transféré par la suite rue de Turenne. Ce couvent a été saisi comme bien du clergé à la Révolution française et a été converti en quartier de cavalerie ;
- Monastère de Quimper (Finistère), érigé en 1634 ;
- Monastère de Tours (Indre-et-Loire), érigé en 1636 ;
- Monastère d'Orléans (Loiret), érigé en 1638, dit monastère Saint-Benoît d'Orléans, transféré à Saint-Jean-de-Braye en 1956 ;
- Monastère de Machecoul (Loire-Atlantique), érigé en 1674, dit monastère Notre-Dame de Machecou.
- Monastère du Sacré-Cœur de Lacapelle-Marival (Lot), érigé en 1620 ;

## Activités et diffusion

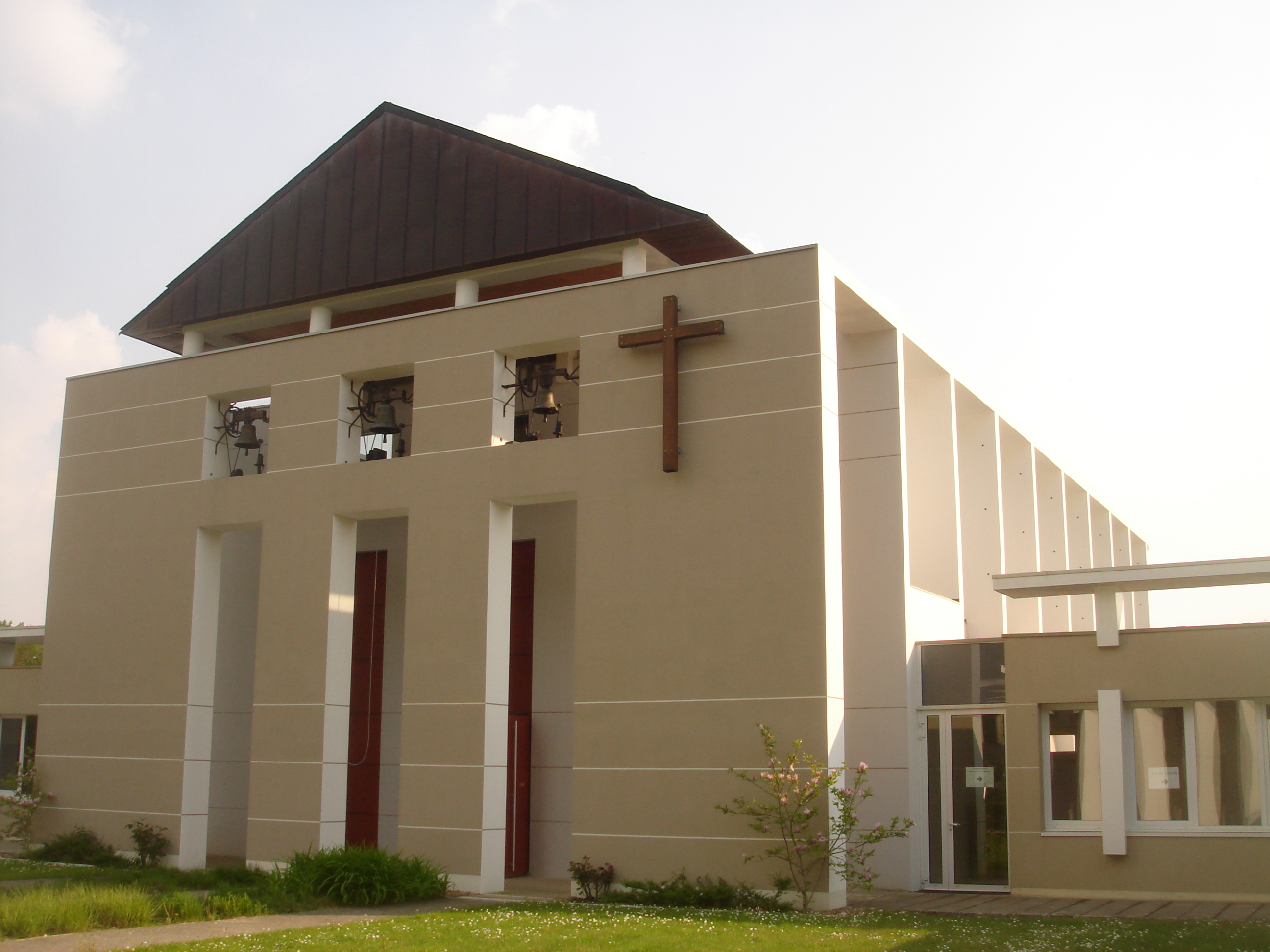
L'église du monastère Notre-Dame de Bouzy-la-Forêt.

Chaque monastère est autonome et gouverné par une prieure, elles sont représentés par une présidente générale dont la fonction est de maintenir des liens entre elles. Elles observent la clôture religieuse avec une vie contemplative selon la règle de saint Benoît et prient spécialement pour l’unité des chrétiens.
En 2015, l'ordre compte 42 moniales et 4 monastères.
- Monastère Notre-Dame de Bouzy-la-Forêt (Loiret)
- Couvent des bénédictines du Calvaire d'Angers (Maine-et-Loire)
- Monastère de l'Annonciation de Prailles (Deux-Sèvres)
- Monastère du mont des Oliviers de Jérusalem (Israël)

## Hommages
- Les Filles du Calvaire est un roman de Pierre Combescot, distingué par le Prix Goncourt en 1991.
- Les Filles du Calvaire est un roman de Lucie Faure.
- Il existe à Paris une rue des Filles-du-Calvaire et un boulevard des Filles-du-Calvaire (dans les troisième et onzième arrondissements) sur lequel donnait le jardin du couvent des Filles du Calvaire. La station de métro proche porte aussi le nom de Filles du Calvaire.

## Source
- (es) Cet article est partiellement ou en totalité issu de l’article de Wikipédia en espagnol intitulé « Benedictinas de Nuestra Señora del Calvario » (voir la liste des auteurs).